# Оприсавци
Оприсавци су насељено место и седиште општине у Бродско-посавској жупанији, Република Хрватска.

## Историја
До територијалне реорганизације у Хрватској налазили су се у саставу бивше велике општине Славонски Брод.

## Становништво
На попису становништва 2011. године, општина Оприсавци је имала 2.508 становника, од чега у самим Оприсавцима 886.

## Попис1991.
На попису становништва 1991. године, насељено место Оприсавци је имало 1.106 становника, следећег националног састава:
| Попис 1991.‍   | Попис 1991.‍  | Попис 1991.‍ | Попис 1991.‍ | Попис 1991.‍ |
| ------------- | ------------ | ----------- | ----------- | ----------- |
|               |              |             |             |             |
| Хрвати        | Хрвати       |             | 1.079       | 97,55%      |
| Срби          | Срби         |             | 5           | 0,45%       |
| Муслимани     | Муслимани    |             | 1           | 0,09%       |
| Пољаци        | Пољаци       |             | 1           | 0,09%       |
| Румуни        | Румуни       |             | 1           | 0,09%       |
| Словенци      | Словенци     |             | 1           | 0,09%       |
| неопредељени  | неопредељени |             | 4           | 0,36%       |
| непознато     | непознато    |             | 14          | 1,26%       |
| укупно: 1.106 |              |             |             |             |